# Monastère de Drača
Le monastère de Drača (en serbe cyrillique :  Манастир Драча ; en serbe latin :Manastir Drača) est un monastère orthodoxe serbe situé à Drača, dans le district de Šumadija et sur le territoire de la ville de Kragujevac en Serbie. Il est inscrit sur la liste des monuments culturels de grande importance de la république de Serbie (identifiant no SK 141).
Le monastère et son église sont dédiés à Saint Nicolas. Le monastère est toujours en activité. 

## Localisation
Le monastère de Drača se trouve à 9 km de Kragujevac, au pied des monts Rujevica et près de la source de la rivière Dračka reka.

## Histoire

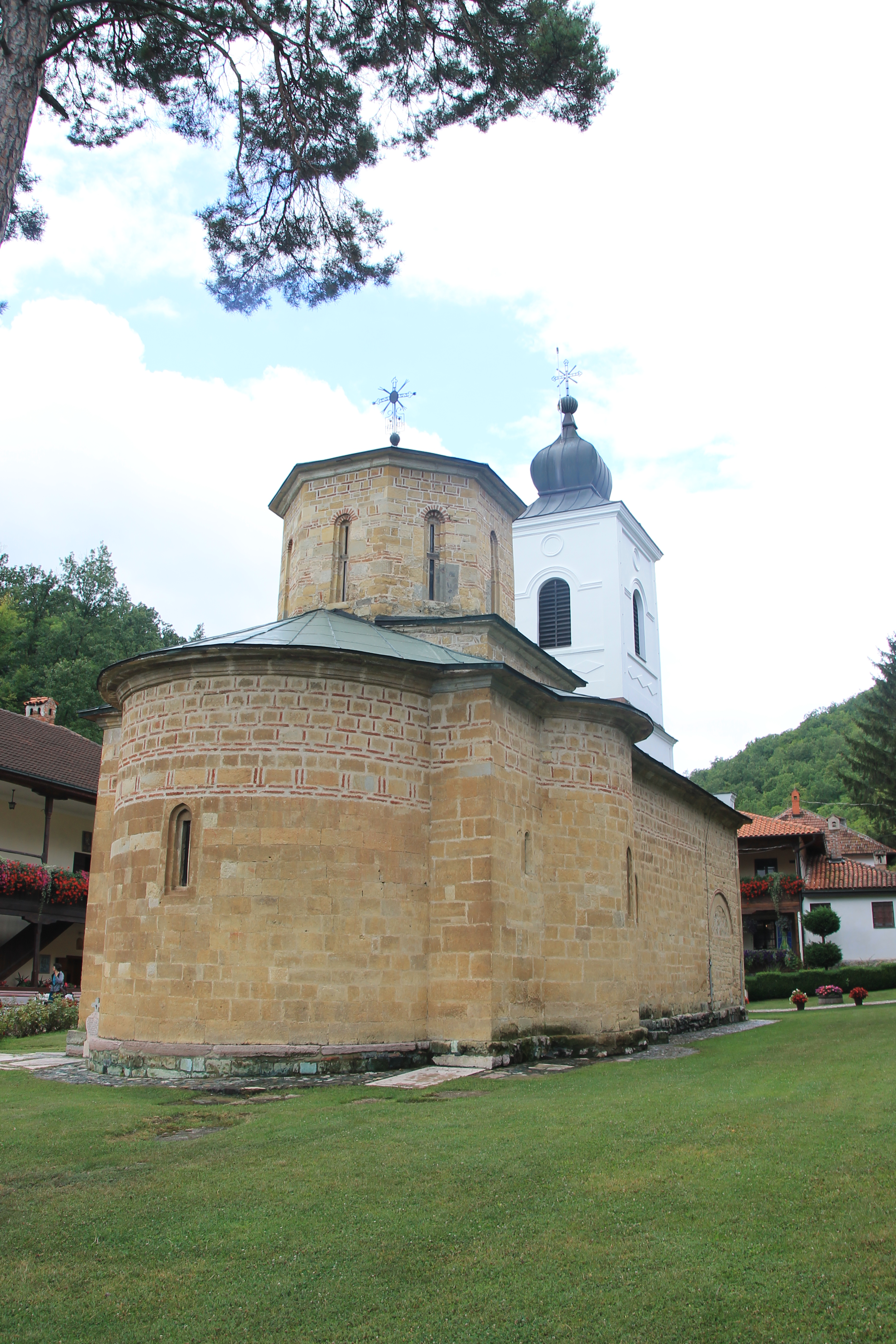
Autre vue de l'église.

La date exacte de la fondation du monastère de Drača n'est pas connue. Il est mentionné pour la première fois dans un document du monastère de Vrdnik datant de la fin du XVIe siècle. Un second document remontant à 1726 atteste que le pope Josif de Rakovica enseigna au monastère. Un troisième document, daté de 1731, évoque des délégués de Kragujevac envoyés à une assemblée réunie à Sremski Karlovci ; parmi ceux-ci figure un certain Leontije, higoumène du monastère de Drača.

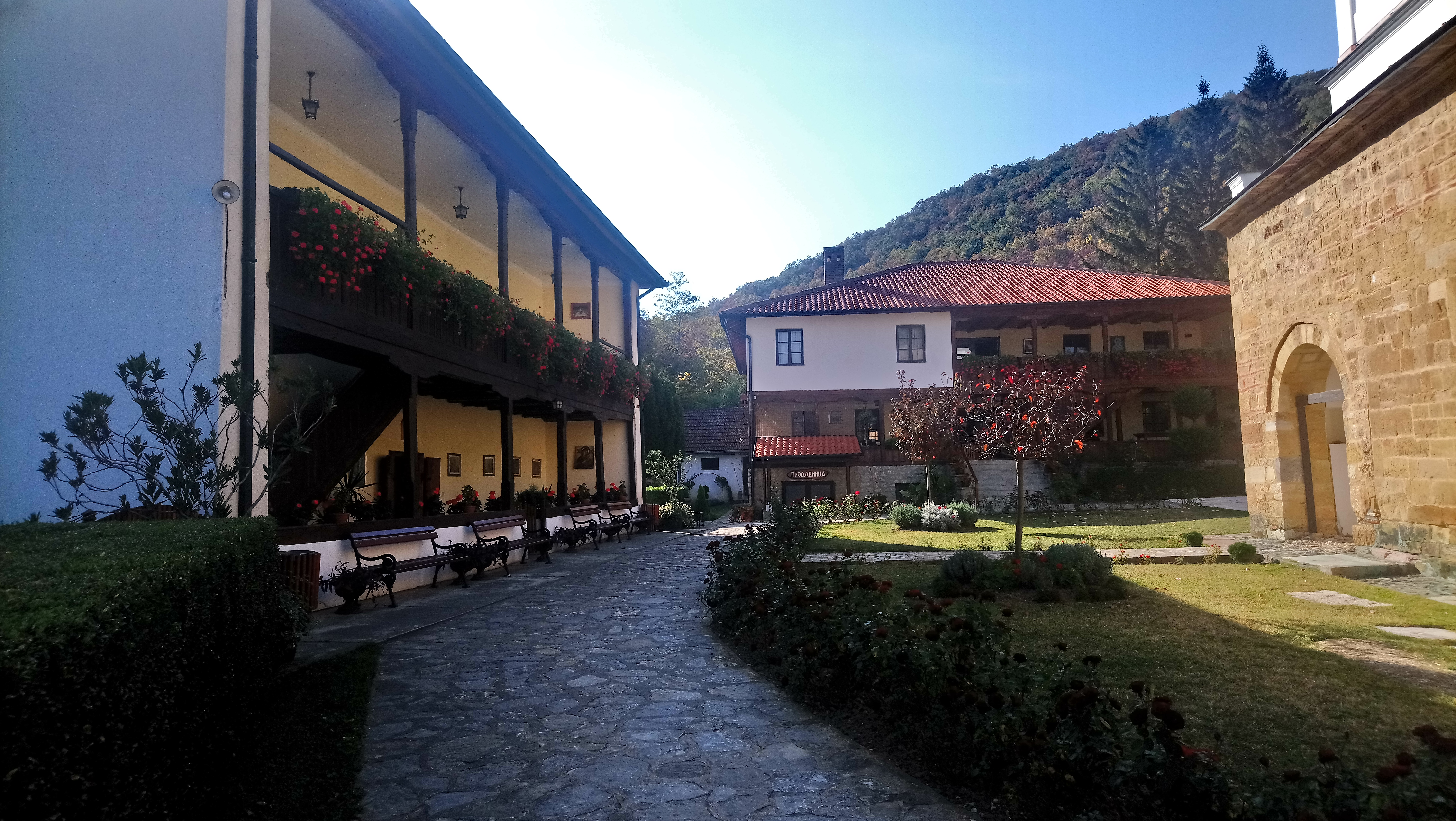
Le parvis de l'église.

L'église actuelle a été construite en 1735, à l'emplacement d'un temple du XIVe siècle, dans lequel a vécu et est mort saint Jov de  Prekopeče. L'architecture est caractéristique du style tardif de l'école de la Morava et, à l'intérieur, des fresques, datant elles aussi de 1735, ont été peintes dans un style rappelant celui du Moyen Âge serbe ; elles représentent des scènes de la vie de Saint Nicolas et des scènes de l'Ancien Testament.
En 1978, le monastère a été doté d'un nouveau konak (résidence monastique).

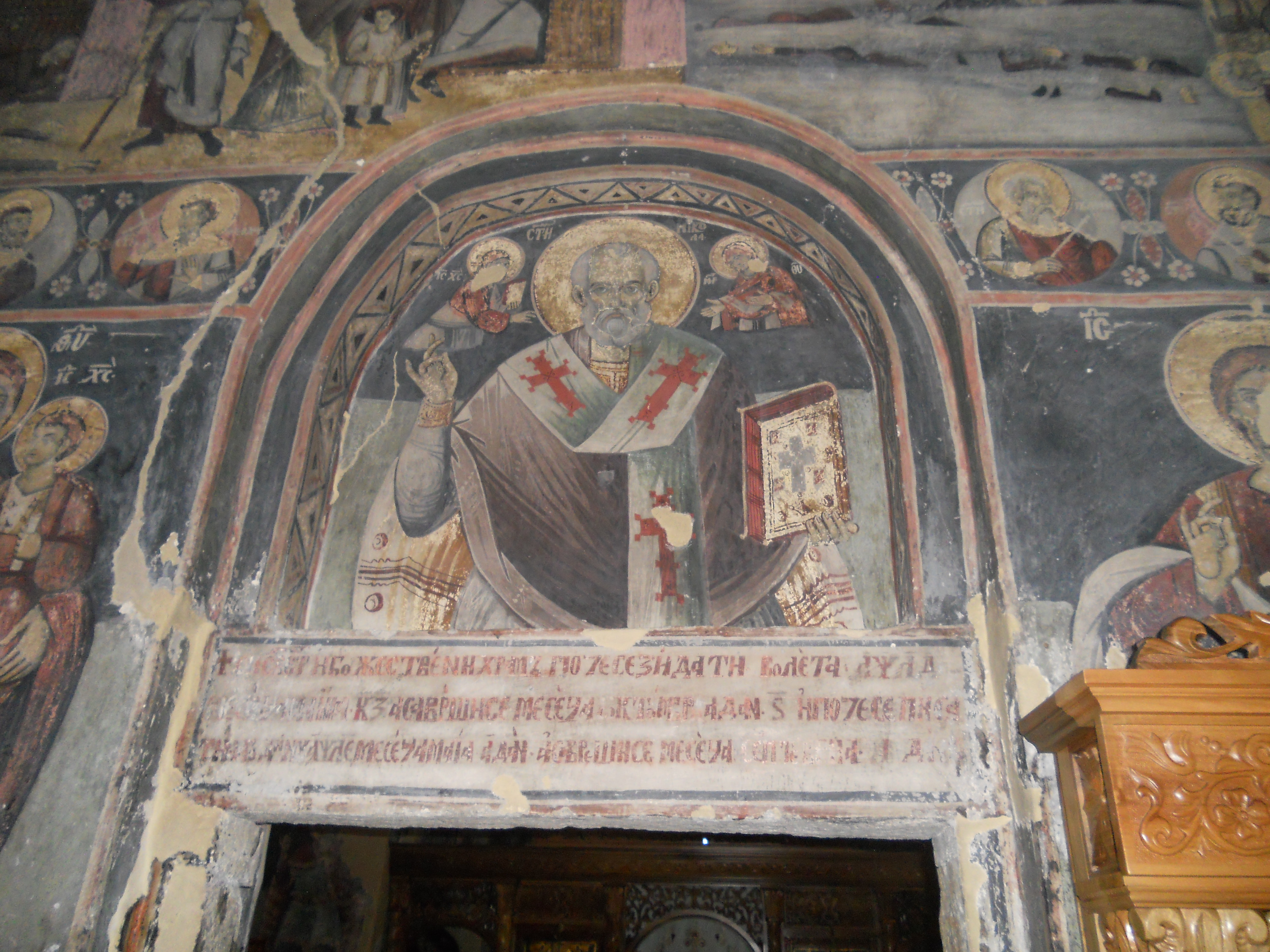
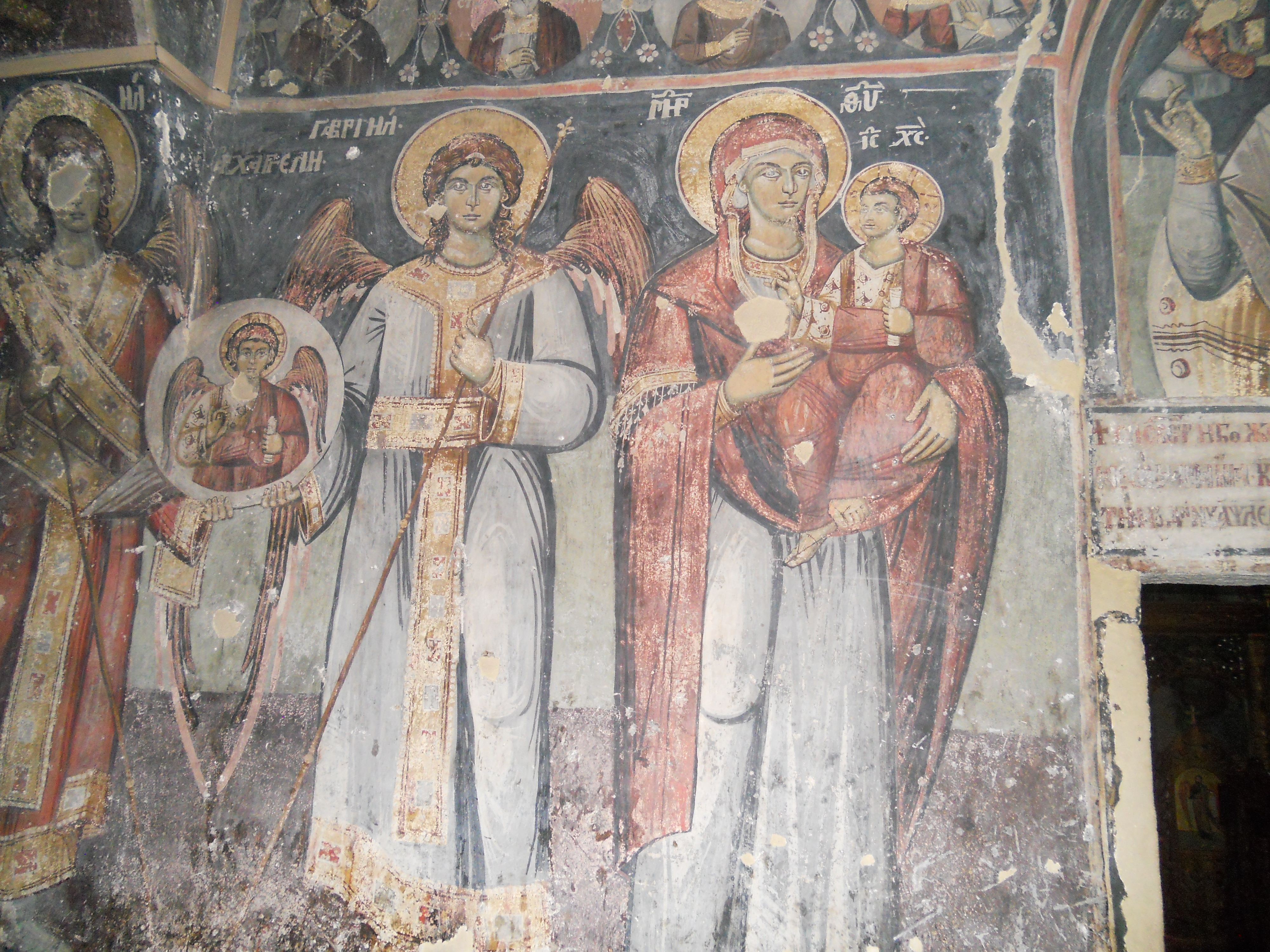
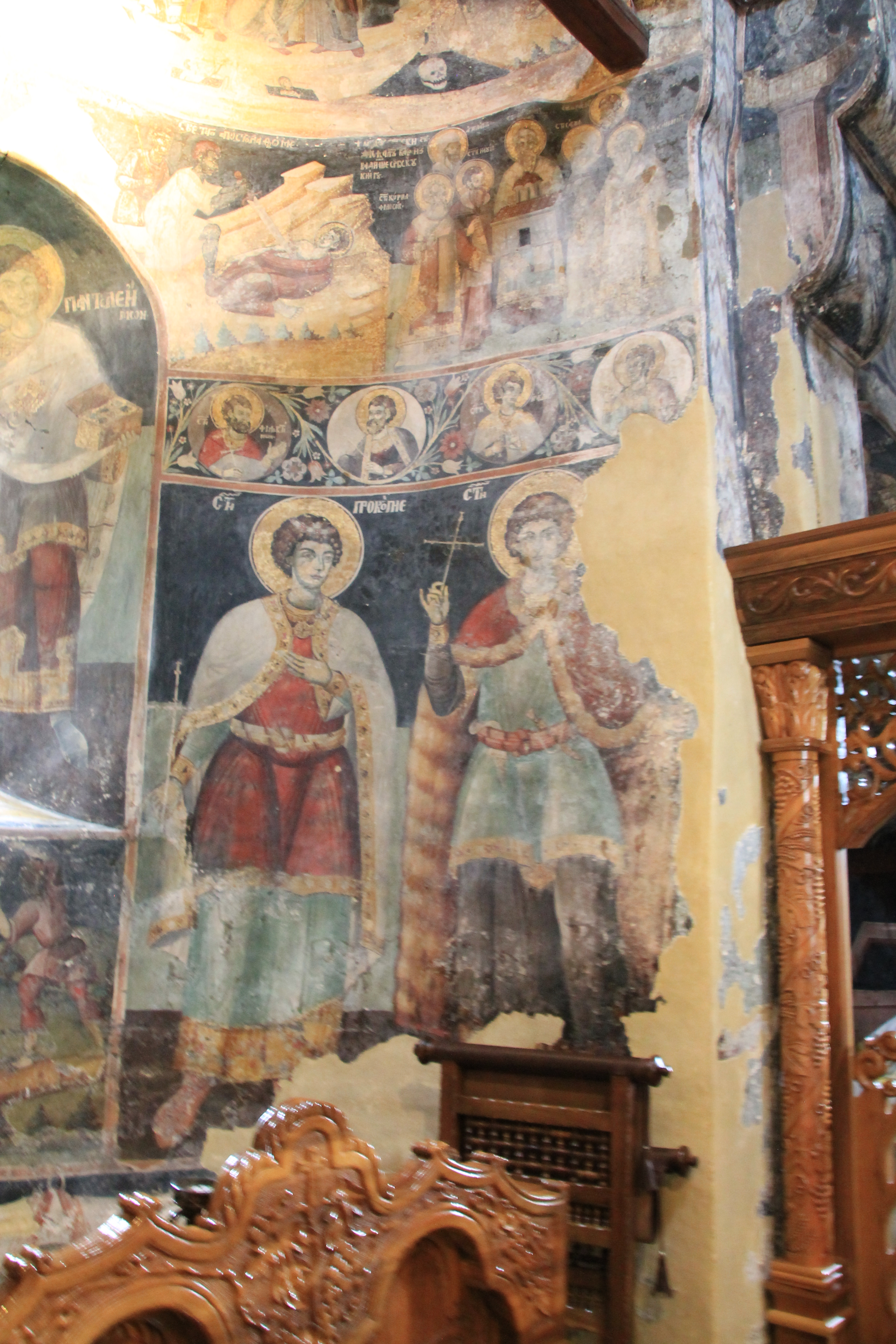
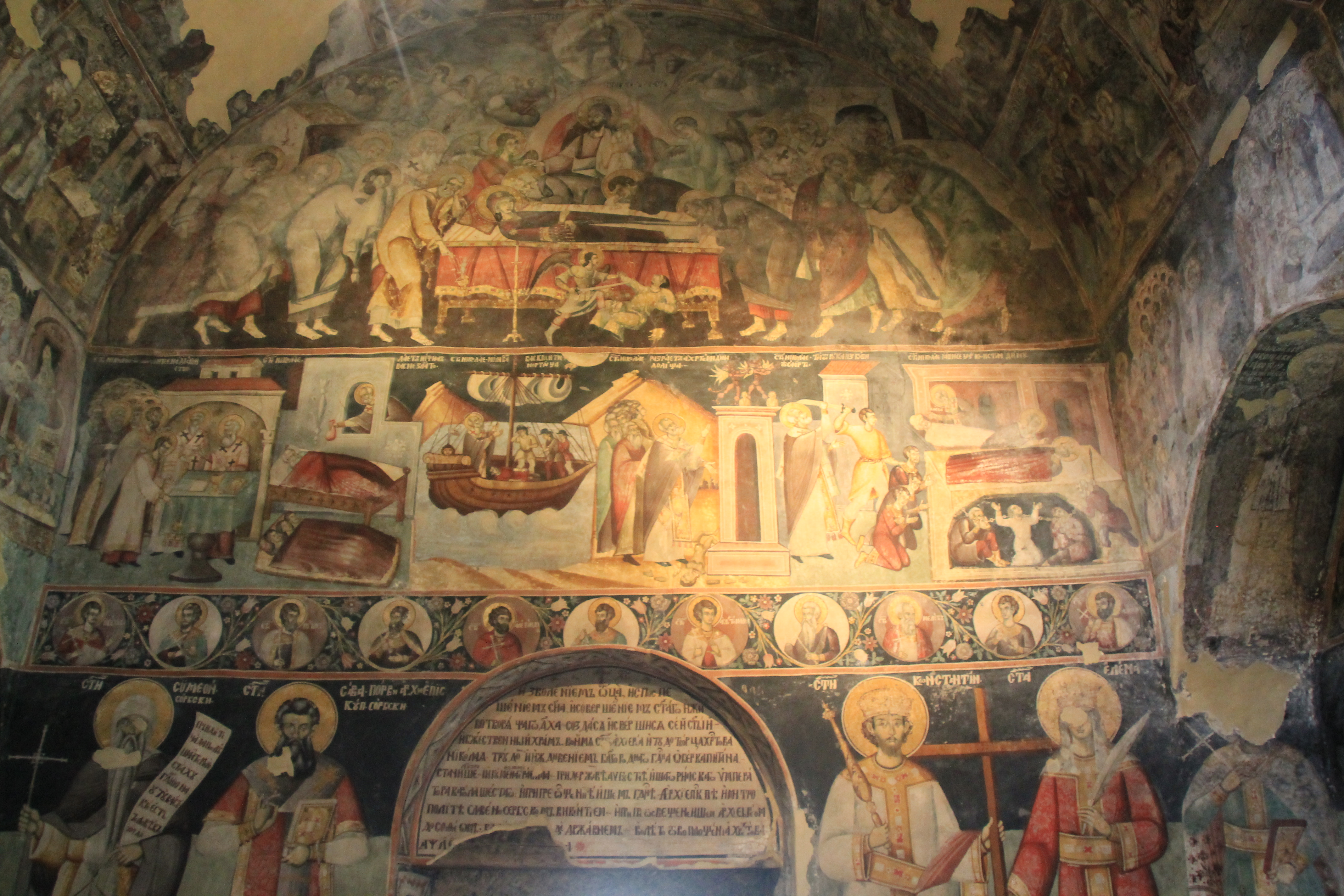

## Personnalité
L'église du monastère abrite la tombe du voïvode Jovan Dimitrijević Dobrača qui dirigea une partie de l'armée serbe lors du second soulèvement serbe contre les Ottomans en 1815.